# 友誼劇院
友誼劇院，是廣東省廣州市的一間劇院，位於越秀區人民北路696號。原址為桂花崗西波回教墳場。

## 歷史
1964年由國家撥款興建，1965年8月落成，項目由國務院副總理陶鑄親批建，為時內地最完善、檔次最高的一流大劇院。著名書畫家劉海粟在現場留筆「友誼」兩個字做紀念。
2009年，經廣東省委、省政府同省文化厅指揮進行過升級改造，到2010年4月12日重開。
2014年1月26日，廣州市人民政府將友誼劇院列入歷史建築名單。

## 建築簡介
建築由廣州市設計院余峻南、麥禹喜等設計，廣州市第一建築工程公司負責建造。具有嶺南庭園特點的建築空間，內有亭台廊榭以及花徑、噴泉等，設有1,560個軟座，配有空調和高級音響設備。

## 交通
- 巴士：
友誼劇院站、廣州火車站
- 地鐵：
地铁：█2号线 █5号线：廣州火車站
- 火車：
廣州站

## 外部連結
- 友誼劇院官網